# Movimento per l'Unicità e il Jihad nell'Africa Occidentale
Il Movimento per l'Unicità e il Jihad nell'Africa Occidentale (MUJAO) (in arabo جماعة التوحيد والجهاد في غرب أفريقيا‎?, Jamāʿat al-tawḥīd wa l-Jihād fī gharb Ifrīqiyā) è un gruppo terrorista islamista nato nel 2011 a seguito di una scissione dal gruppo al-Qāʿida nel Maghreb Islamico, con l'obiettivo di portare il jihād anche nei territori dell'Africa nord-occidentale.
La sua nascita è stata annunciata da un video il 12 dicembre 2011 in cui rivendicava il rapimento di tre cooperanti dal campo profughi sahrawi di Hassi Raduni. Il terrorista mauritano Hamada Ould Mohamed Kheirou, che è comparso nel video di rivendicazione come portavoce del gruppo, è considerato il comandante dell'organizzazione, e dal 28 dicembre dello stesso anno pende sulla sua testa un mandato di arresto internazionale.
Altri membri chiave dell'organizzazione sono gli algerini Ahmed al-Talmasi e Khālid Abū l-ʿAbbās e il sultano maliano Ould Badi, che è considerato dalle autorità del suo Stato un trafficante di droga..
Il gruppo è stato coinvolto nella Guerra in Mali del 2012 a fianco del Movimento Nazionale di Liberazione dell'Azawad e di Ansar Dine. Nell'agosto 2013 il MUJAO si è unito al gruppo terroristico "Battaglione degli Inturbantati" (Katība al-Mulaththamīn) per formare un nuovo gruppo chiamato al-Murābiṭūn, guidato dall'algerino Mokhtar Belmokhtar.
Il 3 ottobre 2014 il MUJAO ha aggredito un convoglio dell'ONU, uccidendo nove "Caschi blu" del contingente fornito dal Niger.